# Pedro Berges
Pedro Berges (ur. 1906, zm. 1978) – kubański piłkarz, reprezentant kraju. Podczas kariery występował na pozycji pomocnika.

## Kariera klubowa
Podczas kariery piłkarskiej Pedro Berges występował w klubie Iberia Hawana.

## Kariera reprezentacyjna
Pedro Berges występował w reprezentacji Kuby w latach trzydziestych i czterdziestych. W 1938 roku uczestniczył w mistrzostwach świata. Na mundialu we Francji wystąpił we wszystkich trzech meczach, dwóch spotkaniach I rundy z Rumunią oraz przegranym 0-8 meczu ćwierćfinałowym ze Szwecją.